# Filature de soie de Tomioka
La filature de soie de Tomioka (富岡製糸場, Tomioka seishijō) est une filature de soie créée en 1872 à Tomioka dans la préfecture de Gunma, au nord-ouest de Tokyo, au Japon. Elle a été construite par le gouvernement avec des machines importées de France. C'est un témoignage de « l'entrée du pays dans le monde moderne industrialisé ».
Fermée en 1987, elle est le seul site japonais de production industrielle de l’ère Meiji encore en parfait état. Elle a été inscrite sur la liste du patrimoine mondial de l'Unesco en juin 2014.

## Histoire
Au XVIIIe siècle, le savoir-faire des tisserands de Kyoto, en matière de sériciculture, se diffuse dans tout le Japon. Dans les années 1850, en Europe, pour pallier le déficit de cocons de vers à soie, provoqué par la propagation de la maladie du ver à soie, les filatures recourent à l'importation de la production de la Chine et du Pays du Soleil levant,,. En particulier, la France, dont les produits issus de l'exploitation de la soie forment le plus gros volume des exportations, signe avec le Japon, en 1858, un traité commercial. Au début des années 1860, des acheteurs venus de Lyon débarquent dans le port de Yokohama,. De 1865 à 1885, la France est le premier importateur de soie japonaise.
Peu après la restauration de Meiji à la fin des années 1860, le gouvernement japonais entame la modernisation du Japon. Soucieux de soutenir la croissance de l'économie du Japon, il cherche à augmenter et améliorer la production de soie grège qui représente la moitié des exportations du Japon. L’accélération du processus de production de soie entraîne une baisse de la qualité et une chute de la demande. Pour remédier à ce problème, le gouvernement de Meiji décide de créer une filature d'État, un établissement modèle équipé des machines les plus sophistiquées importées d'Europe occidentale,. En 1868, la tâche de concrétisation de l'ambition gouvernementale est confiée à un technicien de la soie français : Paul Brunat,. En 1870, celui-ci, qui travaille dans une entreprise française de commerce installée à Yokohama, se met en recherche d'un endroit approprié pour une usine de soie dans la région de Kantō et choisit le site de Tomioka. L'usine des Établissements C.J. Bonnet à Jujurieux (France) en aurait inspiré le modèle.
Commencée en 1871, la construction s'achève en juillet de l'année suivante. Trois mois plus tard, la filature textile commence à fonctionner. Il y a au début 150 machines de dévidage de soie (300 bassins) et environ 400 travailleuses actionnent les machines de l'usine. Le mode de vie des ouvriers est rapporté dans le journal de l'une d'elles, Wada Ei. Les 300 bassins installés en 1872 ont été fabriqués par la Cuivrerie de Cerdon (France).
La filature de soie de Tomioka se concentre sur l'offre de soie grège de haute qualité. Mais même si sa production jouit d'une bonne réputation à l'étranger pour sa haute qualité, l'entreprise a toujours été dans le rouge. Même après la réduction des coûts, elle continue à souffrir de déficits chroniques et par conséquent le gouvernement décide de privatiser la filature et de transférer son activité au Mitsui Finance Group en 1893. En 1902, elle et de nouveau transférée du groupe Mitsui à la société Hara. 
En 1939 (14e année de l'ère Shōwa), la filature est transférée à Katakura Industries Co., Ltd, plus grande entreprise de bobinage de soie au Japon. L'usine de Tomioka contribue activement à la croissance de l'économie japonaise pendant et après la Seconde Guerre mondiale. Définitivement fermée en mars 1987, du fait de la baisse des prix induite par la concurrence à l'échelle internationale, elle est toujours bien entretenue au titre de site historique.
En 2005, le gouvernement japonais désigne la filature de soie de Tomioka « site historique » puis sa propriété est transférée à la ville de Tomioka. En 2014, des bâtiments de la filature sont classés trésors nationaux et le site est ajouté à la liste des sites du patrimoine mondial au Japon en tant que site culturel.

## Bâtiments principaux
La Filature de soie de Tomioka est un site patrimonial comptant de nombreux bâtiments dont trois enregistrés comme Trésors Nationaux et cinq comme Biens Culturels d'Importance Nationale.
Les bâtiments principaux sont présentés ci-dessous.

### Trésors Nationaux

#### Atelier de dévidage(繰糸所,sōshijo?)
L'Atelier de dévidage est l'un des bâtiments centraux de l'activité de la filature. Le bâtiment a été construit en 1872 selon la technique de « construction de briques sur pans de bois » (combinaison d'une charpente de bois et de murs de briques). Il s'étend de l'est à l'ouest sur 140,4 m de long. Un toit surélevé appelé koshiyane permettait de faire évacuer la vapeur d'eau qui s'échappait des 300 bassines dans lesquelles étaient dévidés les cocons.
Les machines françaises de dévidage ont toutes été importées de France et modifiées pour s'adapter à l'environnement japonais. Une étape de re-dévidage fut ajoutée pour éviter que les fils ne se collent entre-eux à cause de l'humidité, et la hauteur des machines fut diminuée pour faciliter le travail des ouvrières japonaises, plus petites que leurs homologues françaises à l'époque. Entre 1873 et 1879, ces machines furent importées dans 26 filatures à travers le pays.
Le travail de dévidage demandant une bonne qualité d'éclairage, Paul Brunat fit installer de grandes fenêtres de chaque côté du bâtiment. Celles-ci furent également importées de France car à l'époque le Japon ne pouvait pas produire en grande quantité ce type de vitres. La structure en treillis utilisée pour la charpente du toit permit la construction d'un large espace dépourvu de piliers ayant pour but l'installation d'un grand nombre de machines. Cette technique architecturale utilisée à l'époque pour la construction des cathédrales européennes était alors méconnue au Japon. En 1966, les machines automatiques de dévidage japonaises remplacèrent les machines françaises, mais l'entreprise Katakura en fit don au Musée municipal de la soie d'Okaya.

#### Entrepôt à cocons Est(東置繭場,higashiokimayujō?)
Situé au nord de l'Atelier de dévidage, l'Entrepôt à cocons Est est un bâtiment en briques également construit selon la technique de « construction de briques sur pans de bois » (combinaison d'une charpente de bois et de murs de briques). Des tuiles traditionnelles japonaises recouvrent le toit. Sur l'arche traversant le milieu du bâtiment, est inscrite la date de construction de l'entrepôt Meiji 5-nen, 5e année de l'ère Meiji, soit l'année 1872.
À l'époque, les techniques d'élevage de vers à soie ne permettant qu'une unique récolte au printemps, il était nécessaire de stocker une quantité suffisante de cocons pour une année entière de production. Pour cette raison, l'entrepôt mesure 104,4 m de long et 12,3 m de large avec une capacité de stockage de 16 tonnes de cocons. Le rez-de-chaussée servait de bureaux alors qu'au premier étage on conservait les cocons.

#### Entrepôt à cocons Ouest(西置繭場,nishiokimayujō?)
L'Entrepôt à cocons Ouest est construit la même année sur les mêmes plans que ceux de l'Entrepôt à cocons Est. Le rez-de-chaussée avait néanmoins une autre fonction. Il servait à stocker le charbon nécessaire au fonctionnement du moteur Brunat.
En 2015, un programme de restauration et de conservation de l'entrepôt est lancé sur cinq ans. L'Entrepôt à cocons Ouest devrait ouvrir officiellement en octobre 2020. Le rez-de-chaussée contiendra un espace d'exposition et un espace événementiel.

### Biens Culturels d'Importance Nationale

#### Maison du directeur(首長館,shuchō-kan?)
La Maison du directeur, aussi appelée Résidence des Brunat, se situe au sud-est de l'Atelier de dévidage et a une superficie de 916,8 m2. Elle a été construite en 1873 pour héberger Paul Brunat et sa famille, à savoir sa femme Émilie et ses deux filles. Lorsque Paul Brunat quitte le Japon à la fin de son contrat, sa maison devient le lieu d'étude des ouvrières qui y suivent des cours élémentaires de couture, lecture, écriture et ikebana (art floral japonais) entre autres.
Après la guerre, le bâtiment accueille le lycée Katakura de Tomioka. Une cave au sous-sol permettait de conserver des denrées alimentaires dont du vin. Les Japonais de Tomioka n'ayant jamais vu de vin, une rumeur disant que les Français buvaient le sang des ouvrières se propagea rapidement, retardant l'embauche de celles-ci.

#### Résidence des instructrices françaises(女工館,jokō-kan?)
La Résidence des instructrices françaises, construite en 1873, est un bâtiment en briques à un étage de dimensions 20,1 m sur 17,4 m. Il hébergea les quatre ouvrières de la soie françaises que Paul Brunat ramena avec lui pour enseigner aux ouvrières japonaises le maniement des nouvelles machines de dévidage françaises.
Cependant, le 23 octobre 1873, l'une d'entre elles, Marie Charet/Charay, âgée de 19 ans, tombe malade et rentre en France à partir de Yokohama. Quelques mois plus tard, Clorinde Vielfaure et Louise Monier/Maunier tombent elles aussi malades et quittent Tomioka le 11 mars 1874. La quatrième instructrice, Alexandrine Vallent, ne souhaitant pas rester seule à Tomioka, quitte le pays en même temps que ses collègues. Aucune des quatre instructrices ne termina donc son contrat de quatre années à la filature.
La résidence inhabitée eut diverses fonctions selon les époques. Elle servit par exemple de dortoir sous le management Mitsui, et durant la période Hara on y installa la cantine des ouvrières.

#### Résidence des inspecteurs(検査人館,kensanin-kan?)
La Résidence des inspecteurs, achevée en 1873, se situe au nord de la Résidence des instructrices françaises. Elle mesure 10,9 m sur 18,8 m. La résidence aurait dû héberger les deux inspecteurs de la soie emmenés par Paul Brunat, mais Justin Bellen et Paul Edgar Prat furent licenciés le 30 octobre 1873 et renvoyés en France après être sortis à Yokohama durant les heures de travail.
C'est finalement le médecin français de la filature qui occupa les lieux. La résidence étant proche de l'entrée principale, elle hébergea plusieurs années les bureaux des employés de la filature. 

#### Réservoir d'eau en fer(鉄水溜,tessuiryū?)
Le réservoir d'eau en fer a un diamètre de 15 m et une profondeur de 2,4 m. II est posé sur une base en pierres. À l'époque de la construction de la filature, le réservoir était fait de briques et recouvert de mortier, mais il y eut des fuites d'eau et il fut remplacé par un réservoir en fer de 400 tonnes fabriqué à l'aciérie de Yokohama. Il serait le plus vieux réservoir en fer conservé et fabriqué au Japon.
L'eau collectée alimentait les 300 bassines de l'atelier de dévidage. Durant l'été, on raconte que les enfants qui habitaient dans les logements de la filature en faisaient leur piscine privée.